# Џон Вол
Џонатан Хилдред Вол Млађи (енгл. Johnathan Hildred Wall Jr.; Рали, Северна Каролина, 6. септембар 1990) је бивши амерички кошаркаш. Играо је на позицији плејмејкера.

## Успеси

### Појединачни
- НБА ол-стар меч (5): 2014, 2015, 2016, 2017, 2018.
- Идеални тим НБА — трећа постава (1): 2016/17.
- Идеални одбрамбени тим НБА — друга постава (1): 2014/15.
- Победник НБА такмичења у закуцавању: 2014.
- Најкориснији играч НБА руки челенџа: 2011.
- Идеални тим новајлија НБА — прва постава: 2010/11.